# 대니얼 오투루

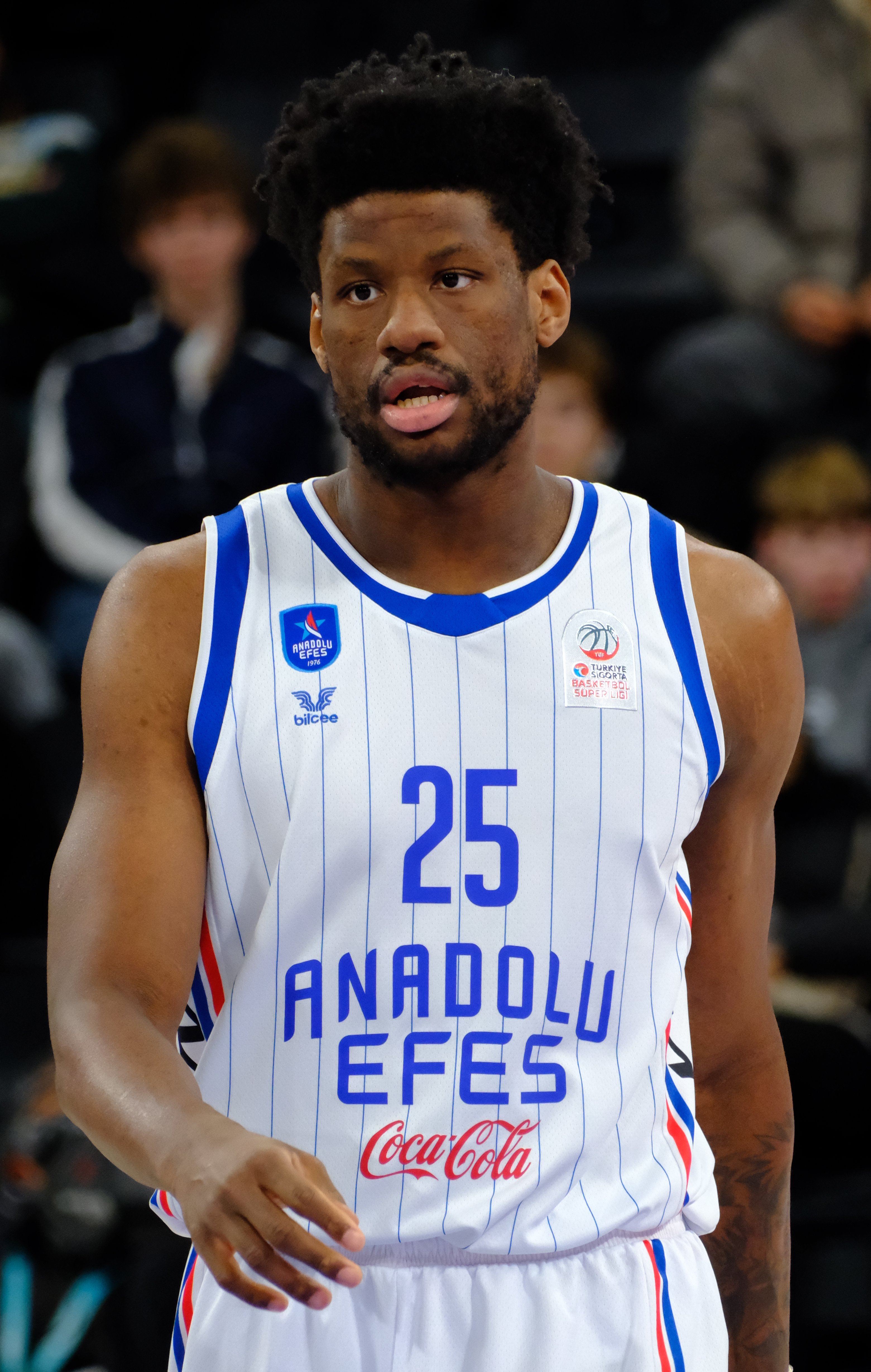
2024년 모습

대니얼 오투루(Daniel Oturu, 본명: Akinfayoshe Daniel Oturu, 1999년 9월 20일 ~ )는 유카텔 메르케제펜디(Yukatel Merkezefendi)에서 임대한 터키 BSL(Basketbol Süper Ligi) 및 유로리그의 아나돌루 에페스(Anadolu Efes) 소속 나이지리아계 미국인 프로 농구 선수이다. 미네소타 골든 고퍼스(Minnesota Golden Gophers)에서 대학 농구를 했다.